# Пјан ди Вале (Маса-Карара)
Пјан ди Вале је насеље у Италији у округу Маса-Карара, региону Тоскана.
Према процени из 2011. у насељу је живело 12 становника. Насеље се налази на надморској висини од 719 м.